# 債務陷阱外交
債務陷阱外交（Debt-trap diplomacy）是一種以债务為基礎的雙邊外交關係，由印度學者布拉瑪·切拉尼創造。雖然這個詞最常與中國聯繫在一起，但它也適用於國際貨幣基金組織（IMF）。
其作法為債權國刻意的向另一國提出大量的貸款，在債務國無法履行债务義務（多半是資產貸款，也可能包括基礎建設）時，強迫該國在經濟或是政治上的讓步。其貸款的條件多半不會公開，而貸款一般是用來支付給工程的承包商。債務陷阱外交一詞源自債務陷阱，也就是貸款人無法償還貸款的情形，一般是因為過重的利息。有些媒體用「債務陷阱外交」詞語來描述中國和一些開發中國家的借貸情形。關注中國跨國借貸的評論家指出，許多和中國一帶一路政策有關的貸款是在開發中國家一些有戰略性的地區，以中國的承包商興建基礎建設，屬於債務陷阱外交的一種。一些來自西方、印度及非洲等媒體的評論員都批評貸款中的機密條款，以及這些貸款的高利率。然而，這種債務陷阱指控也受到學者們的廣泛質疑。
「債務陷阱外交」一詞在特朗普執政期間開始在美國政府文件中使用。 許多美國政府文件都提到了它，包括了2020年國務院報告「中國挑戰的要素」。

## 起源
该詞由布拉瑪·切拉尼創造的，用來描述中國掠奪性貸款做法。指這種做法是用不可持續的貸款來壓倒窮國，並迫使它們將戰略影響力拱手讓給中國。該術語於2017年首次使用，並在一年內就傳遍了媒體、情報界和西方政府。

## 中华人民共和国
「一帶一路」是中國政府的一項價值萬億美元的倡議，該倡議向尋求建設基礎設施項目的國家（尤其是與中國貿易相關的國家）提供大規模貸款。倡議由中國共產黨總書記和最高領導人習近平於 2013 年發起，旨在在歐洲、非洲和亞洲建設基礎設施。中國對發展中國家的基礎設施貸款被西方世界批評是為了實現北京的戰略目標。

### 支持論據
中國的海外發展政策被一些人士稱為債務陷阱外交，因為如果一個負債累累的國家無法償還貸款，它就會容易受到中國的影響。根據布拉瑪·切拉尼的說法，「這顯然是中國地緣戰略願景的一部分」。中國政府被指控秘密談判和非競爭性定價，在這些項目中，合同必須交給中國國有或國有關聯公司，而這些公司的價格遠高於市場價格。
2018年8月，一個由16名美國參議員組成的跨黨派團體指中國債務陷阱外交有危險，「美國必須反擊中國企圖將其他國家扣為人質並強制贖金以推進其地緣戰略目標的企圖」。美國國務卿邁克·蓬佩奧在2018年10月的一次演講中表示，中國的貸款是通過賄賂以提供便利的，他指控「中國向各國高級領導人行賄，以換取基礎設施項目」。
貝爾弗科學與國際事務中心2018年發表的一篇論文提出中國貸款背後的三個戰略目標：(1)解決其珍珠鏈戰略困境；(2)在重要的南亞貿易路線上投射力量；(3)破壞以美國為首的地區聯盟對中國的包圍，使中國人民解放軍海軍能夠突破「第二島鏈」。

#### 湯加
西方媒體批評中國國家貸款的條款及其高利率，一個例子是2006年向湯加提供重建基礎設施的貸款。2013年和2014年，湯加經歷了債務危機，貸款成本佔湯加國內生產總值 (GDP) 的 44%。一些人士認為，這種做法凸顯了中國的霸權意圖及其對國家主權的挑戰。

#### 斯里蘭卡
中國曾貸款給斯里蘭卡興建漢班托塔港，2017年12月，由於斯里蘭卡無力償還債務，根據一份有效期長達99年的租約，斯里蘭卡正式將漢班托塔港和附近15000英畝土地移交中國招商局港口公司。漢班托塔因此成為“債務陷阱外交”的典型案例。該術語於2018年6月在《紐約時報》的一項調查中首次使用，此後在西方媒體和研究人員中廣泛傳播，以譴責中國的掠奪性戰略。斯里蘭卡的例子同時破壞了北京在推動與“新絲綢之路”相關的大型項目時所傳達的繁榮雄心。
2022年7月，斯里蘭卡政府宣布破產，其高達351億美元的外債中，就包括中國至少70億美元的基建貸款。因此也有觀點認為，經歷2022年斯里蘭卡經濟危機的斯里兰卡也是中国债务陷阱的受害者。

### 反對論據
約翰霍普金斯大學高級國際研究學院教授黛博拉·布勞蒂加姆（Deborah Bräutigam）將債務陷阱外交描述為一種「迷因（meme）」，是由於對中國快速崛起而引發的焦慮而流行，是「人類消極的偏見」。根據2019年的一篇研究論文，大多數債務國是自願同意接受貸款，並且有與中國合作有過的積極經驗，他指「包括斯里蘭卡的案例在內迄今為止的證據，都誇大了中國銀行融資和一帶一路的風險」。他批評媒體的宣傳，指他們錯誤地歪曲了中國與其他發展中國家之間的關係。很多發展中國家對中國的經濟模式有好感，並認為中國是對他們來說有吸引力的發展伙伴。BBC曾因此對黛博拉進行採訪，但事後卻被發現只採用當中簡短的片段，歪曲了她在債務陷阱問題上的立場。2021年12月，負責採訪的BBC記者道歉及表示這是一位經驗不足的製片人做出的剪輯決定。
全球發展中心在2018年3月發布的一份報告稱，在2001年至2017年期間，中國重組或免除了51個債務國（大多數是一帶一路參與國）的貸款，而且沒有沒收他們的國有資產。利比里亞前公共工程部長、全球發展中心高級政策研究員摩爾（W. Gyude Moore）表示，「債務陷阱外交」等政治化語言在西方國家，尤其是在美國引起了很大的回響，並且是根深蒂固的概念。他們是在擔心中國崛起會成為全球大國，而不是擔心非洲的現實。這些是西方自己的焦慮，而不是非洲國家的焦慮。他還補充說：「中國一直是大多數非洲國家的積極合作夥伴。」他更引用過去15年中的84個案例，來說明中國的貸款並沒有導致中國取得當地的資產。即使在經常被援引的委內瑞拉案例中，其實中國並沒有在那裏獲取該國主要的國有資產。相反，美國銀行高風險放貸在1980年代導致27個拉美國家深陷債務危機。另外美國還建議那些國家實行「自願」改革計劃引發當地社會動蕩。
2019年4月16日，安地卡及巴布達總理賈斯頓·布朗，在美國國務卿蓬佩奧指控中國是掠奪性貸款人後，發表了演講。他反駁蓬佩奧的說法，指中國提供的融資利率比美國主導的世界銀行更好。他指當年國家受到颶風摧毀時，世界銀行提出以4%的利率提供了4000萬美元的貸款，10年內還款。但中國將他們的還款期限延長至20年，並以2%的低利率保持至少5年。他又指中國提供了7000萬美元貸款幫助興建維維安·理查茲體育場，目前國內有兩個醫院正在建設中，成本超過1000萬美元，而中國都願意再次撥款，此外還批准了9000萬美元來為人民提供住房。他反問︰「這會是掠奪性政府的做法嗎？」他最後提到該地區的許多島嶼都受益於中國提供的貸款和其他援助。
洛伊國際政策研究所在2019年發表了一份報告，稱中國沒有在太平洋地區採取債務陷阱外交，而中國也不是太平洋地區國家債務風險上升的主要驅動力。不過，該報告對該國的貸款規模以及太平洋國家的細小體制弱點也表示擔憂，因為這些弱點的確構成了小國有機會被債務壓垮的風險。
位於紐約的研究中心Rhodium Group也指出，中國在債務重新談判上的影響力經常被誇大，他實際上的權力有限。研究顯示談判的有利方通常都是借款人而不是所謂的掠奪性的中國貸方。2019年5月《悉尼先驅晨報》刊登了一篇文章，質疑「債務陷阱外交」。他引用研究指出，在40次中國與貸款國的債務重組談判中發現，扣押資產的情況是非常罕見的，而債務註銷則是最常見的結果。拉籌伯大學人文社會科學系主任尼克·比斯利（Nick Bisley）認為，中國的確是旨在用「一帶一路」來建設地緣政治優勢，但沒收資產的行為很少見，而且他們知道這種行為是無助實現戰略目標的。其在2020年的一篇文章称，斯里蘭卡漢班托塔港案例是西方宣傳中國債務陷阱外交的「傑出案例（case par excellence）」，但現實情況卻只是一個「迷思（myth）」。，並稱指控不成立，理由是港口為斯里蘭卡前總理馬欣達·拉賈帕克薩所要求興建，中國只是給予了貸款支持，並沒有參與到決策中。其認為斯里蘭卡的債務困境不是由中國借貸造成的，而是在西方主導的資本市場上過度借貸。
有斯里蘭卡官員反駁稱2018年該國所有的欠款已經還清，2019年的債務還款也能夠應對，「並不是什麼很艱鉅的任務」。斯里蘭卡駐華大使科迪圖瓦庫稱「如果是中國強行要給我們貸款，那你可以說成是陷阱，但我們向中國貸的每分錢，都是我們自己要求的」。

## 國際貨幣基金組織和世界銀行
國際貨幣基金組織及世界銀行也經常被指責實行債務陷阱外交，並使新興經濟體負債累累。他們被指責通過施壓國家進行私有化，這會令他們增加貧困率。並且別有用心地意圖獲得對當地中央銀行的影響力。人權組織廢除非法債務委員會（The Committee for the Abolition of Illegitimate Debt）表示，世界銀行和國際貨幣基金組織有系統地向各國提供貸款，作為影響他們國家政策的一種手段。另外有研究指，國際貨幣基金組織利用地緣政治因素而非單純的經濟條件來決定哪些國家能獲得貸款。
2020年，樂施會報告稱，國際貨幣基金組織正在通過COVID-19大流行時機，借發出救濟貸款來利用其權力，對貧窮國家實施緊縮政策。
2021年，特立尼達和多巴哥政府為其接受來自中國，而不是國際貨幣基金組織的數百萬美元貸款決定辯護，稱與國際貨幣基金組織不同，北京並未對其貸款設下任何嚴格條件。 財政部長科爾姆·因伯特在新聞發布會上說︰「中國貸款的利率非常有吸引力，為2%，國際貨幣基金組織則是1.05%，而在兩者外沒有太多其他的選擇。雖然中國貸款利率較高，但他沒有要求進行結構調整，所以您不必裁員，也不必貶值您的貨幣等等各種可怕的事情。因此這是個很容易的選擇，顯然您會選擇沒有任何結構調整條件的貸款，尤其是當利率非常接近、 僅相差百分之一時」。

## 外部連結
- Debt-trap diplomacy is a fallacy （页面存档备份，存于）